# Fagus sylvatica f. pendula
Fagus sylvatica
Forme
Synonymes
- Castanea fagus Scop.[1]
- Fagus aenea Dum.Cours.[1]
- Fagus cochleata (Dippel) Domin[1]
- Fagus echinata Gilib.[1]
- Fagus incisa Dippel[1]
- Fagus laciniata A.DC.[1]
- Fagus pendula (Lodd.) Dum.Cours.[1]
- Fagus quercoides (Pers.) Dippel[1]
- Fagus salicifolia A.DC.[1]
- Fagus tortuosa (Dippel) Domin[1]
- Fagus variegata A.DC.[1]

Fagus sylvatica f. pendula, le Hêtre pleureur, est une forme de hêtres. Cette variété peut également être pourpre (var. purpurea).

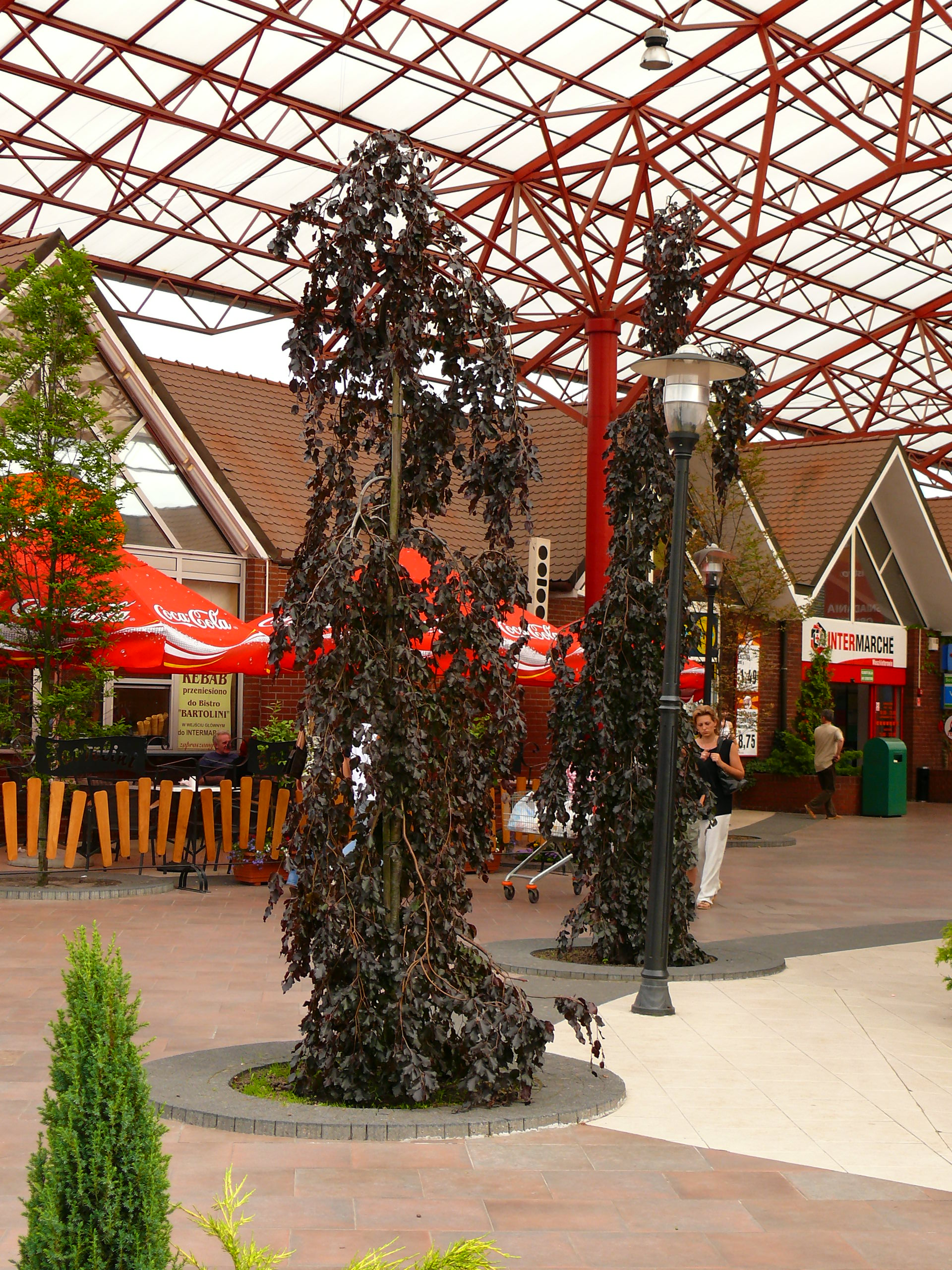
Fagus sylvatica pendula purpurea.

## Sujets notables
L'hêtre pleureur du square Roger-Stéphane, situé rue Juliette-Récamier, dans le 7e arrondissement de Paris.